# 788 v.Chr.
Het jaar 788 v.Chr. is een jaartal in de 8e eeuw v.Chr. volgens de christelijke jaartelling.

## Gebeurtenissen

### China
- Koning Xuan van de Westelijke Zhou wordt verslagen door de Rong.[1]

### Mesopotamië
- Eerste vermelding van een šakintu in Assyrië.[2]